# Ascenso MX 2014/15
Die Saison 2014/15 ist die sechste Spielzeit seit Bestehen der Liga de Ascenso, einer Liga im mexikanischen Vereinsfußball, die seit Sommer 2013 die offizielle Bezeichnung Ascenso MX trägt.

## Veränderungen
Während die Vorsaison von 15 Mannschaften bestritten wurde, nehmen diesmal nur 14 Mannschaften teil. Nur zehn von ihnen waren bereits in der Vorsaison dabei.
Rein sportlich tauschten nur der Erstliga-Aufsteiger Leones Negros und der Absteiger aus derselben, Atlante, die Plätze. Der sportlich berechtigte Aufsteiger aus der drittklassigen Segunda División, Atlético Coatzacoalcos, verzichtete aus finanziellen Gründen auf den Aufstieg und der sportliche Absteiger CD Zacatepec sicherte sich den Klassenerhalt durch Erwerb der Lizenz von Cruz Azul Hidalgo, die sich in die dritte Liga zurückzogen. Die weiteren Mannschaften, die sich aus der Liga zurückzogen, waren der CD Estudiantes Tecos, Delfines del Carmen und der CF Ballenas Galeana. Neu in die Liga aufgenommen wurden der CD Irapuato, Deportivo Tepic und die Mineros de Zacatecas.

## Liguillas der Apertura 2014

### Viertelfinale
|             | Gesamt |                   | Hinspiel | Rückspiel |
| ----------- | ------ | ----------------- | -------- | --------- |
| Lobos BUAP  | 2:3    | Mineros Zacatecas | 1:2      | 1:1       |
| Atlante     | 2:3    | Necaxa            | 2:1      | 0:2       |
| Altamira FC | 2:1    | UAT Correcaminos  | 0:0      | 2:1       |

Superlíder Tepic kampflos.

### Halbfinale
|             | Gesamt    |                   | Hinspiel | Rückspiel |
| ----------- | --------- | ----------------- | -------- | --------- |
| Necaxa      | (a)2:2(a) | Mineros Zacatecas | 1:0      | 1:2       |
| Altamira FC | 2:3       | Deportivo Tepic   | 1:2      | 1:1       |

### Finale
|        | Gesamt    |                 | Hinspiel | Rückspiel |
| ------ | --------- | --------------- | -------- | --------- |
| Necaxa | (a)4:4(a) | Deportivo Tepic | 0:0      | 4:4       |

1. ↑  Necaxa gewann das torreiche Rückspiel im Elfmeterschießen

## Liguillas der Clausura 2015

### Viertelfinale
|                  | Gesamt |            | Hinspiel | Rückspiel |
| ---------------- | ------ | ---------- | -------- | --------- |
| Necaxa           | 4:2    | Mérida FC  | 1:1      | 3:1       |
| Alebrijes        | 1:3    | Dorados    | 0:0      | 1:3       |
| UAT Correcaminos | 3:2    | Lobos BUAP | 1:2      | 2:0       |

Superlíder Atlético San Luis kampflos.

### Halbfinale
Atlético San Luis setzt sich bei Gleichstand (2:2) aufgrund der besseren Platzierung in der Punktrunde gegen die Correcaminos durch
|                  | Gesamt |                   | Hinspiel | Rückspiel |
| ---------------- | ------ | ----------------- | -------- | --------- |
| UAT Correcaminos | 2:2    | Atlético San Luis | 2:0      | 0:2       |
| Necaxa           | 2:4    | Dorados           | 1:2      | 1:2       |

### Finale
|                    | Gesamt |                   | Hinspiel | Rückspiel |
| ------------------ | ------ | ----------------- | -------- | --------- |
| Dorados de Sinaloa | 3:1    | Atlético San Luis | 3:0      | 0:1       |

## Tabellen

### Abschlusstabelle der Apertura 2014
| Pl. | Verein               | Sp. | S | U | N | Tore    | Diff. | Punkte |
| --- | -------------------- | --- | - | - | - | ------- | ----- | ------ |
| 1.  | Deportivo Tepic      | 13  | 8 | 3 | 2 | 019:110 | +8    | 27     |
| 2.  | Mineros de Zacatecas | 13  | 7 | 4 | 2 | 017:110 | +6    | 25     |
| 3.  | UAT Correcaminos     | 13  | 7 | 3 | 3 | 015:110 | +4    | 24     |
| 4.  | Necaxa               | 13  | 6 | 3 | 4 | 017:130 | +4    | 21     |
| 5.  | Atlante              | 13  | 5 | 6 | 2 | 020:170 | +3    | 21     |
| 6.  | Altamira FC          | 13  | 7 | 0 | 6 | 015:130 | +2    | 21     |
| 7.  | Lobos de la BUAP     | 13  | 6 | 2 | 5 | 019:130 | +6    | 20     |
| 8.  | CD Zacatepec         | 13  | 5 | 3 | 5 | 016:150 | +1    | 18     |
| 9.  | Atlético San Luis    | 13  | 5 | 2 | 6 | 017:130 | +4    | 17     |
| 10. | Alebrijes de Oaxaca  | 13  | 3 | 6 | 4 | 019:210 | −2    | 15     |
| 11. | Dorados de Sinaloa   | 13  | 3 | 5 | 5 | 015:220 | −7    | 14     |
| 12. | CD Irapuato          | 13  | 3 | 3 | 7 | 009:180 | −9    | 12     |
| 13. | Mérida FC            | 13  | 2 | 3 | 8 | 017:240 | −7    | 09     |
| 14. | Celaya FC            | 13  | 1 | 3 | 9 | 012:250 | −13   | 06     |

### Abschlusstabelle der Clausura 2015
| Pl. | Verein               | Sp. | S | U | N | Tore    | Diff. | Punkte |
| --- | -------------------- | --- | - | - | - | ------- | ----- | ------ |
| 1.  | Atlético San Luis    | 13  | 8 | 0 | 5 | 020:100 | +10   | 24     |
| 2.  | Dorados de Sinaloa   | 13  | 7 | 2 | 4 | 023:150 | +8    | 23     |
| 3.  | Lobos de la BUAP     | 13  | 5 | 7 | 1 | 020:110 | +9    | 22     |
| 4.  | Mérida FC            | 13  | 6 | 4 | 3 | 021:160 | +5    | 22     |
| 5.  | Necaxa               | 13  | 6 | 3 | 4 | 015:140 | +1    | 21     |
| 6.  | UAT Correcaminos     | 13  | 6 | 2 | 5 | 018:150 | +3    | 20     |
| 7.  | Alebrijes de Oaxaca  | 13  | 6 | 2 | 5 | 018:160 | +2    | 20     |
| 8.  | Deportivo Tepic      | 13  | 5 | 3 | 5 | 016:190 | −3    | 18     |
| 9.  | Mineros de Zacatecas | 13  | 5 | 3 | 5 | 016:190 | −3    | 18     |
| 10. | CD Irapuato          | 13  | 4 | 4 | 5 | 012:160 | −4    | 16     |
| 11. | Altamira FC          | 13  | 4 | 2 | 7 | 011:180 | −7    | 14     |
| 12. | Atlante              | 13  | 4 | 1 | 8 | 012:190 | −7    | 13     |
| 13. | CD Zacatepec         | 13  | 3 | 3 | 7 | 010:130 | −3    | 12     |
| 14. | Celaya FC            | 13  | 2 | 4 | 7 | 014:250 | −11   | 10     |

### Kreuztabelle
Die Kreuztabelle stellt die Ergebnisse aller Spiele dieser Saison dar. Der Name der Heimmannschaft ist in der linken Spalte, das Logo der Gastmannschaft in der oberen Zeile aufgelistet.
| 2014/15           | ALE | Altamira | Atlante | Atlético San Luis | CEL | COR | DOR | IRA | LOB | Mérida | Necaxa | TEP | ZCS | Zacatepec |
| ----------------- | --- | -------- | ------- | ----------------- | --- | --- | --- | --- | --- | ------ | ------ | --- | --- | --------- |
| Alebrijes         |     | 3:1      | 4:2     | 1:0               | 1:1 | 2:1 | 2:2 | 2:1 | 1:1 | 2:0    | 1:1    | 1:1 | 1:3 | 1:1       |
| Altamira FC       | 2:1 |          | 0:1     | 1:0               | 2:1 | 1:0 | 2:1 | 1:1 | 0:2 | 3:0    | 2:0    | 0:1 | 3:1 | 1:0       |
| Atlante           | 2:0 | 2:1      |         | 1:1               | 3:3 | 2:1 | 2:0 | 2:1 | 1:0 | 0:1    | 0:1    | 1:2 | 1:1 | 0:3       |
| Atlético San Luis | 2:0 | 3:1      | 3:0     |                   | 4:1 | 0:1 | 4:0 | 1:0 | 1:0 | 2:1    | 0:1    | 1:3 | 4:0 | 1:0       |
| Celaya FC         | 1:1 | 2:0      | 2:2     | 1:0               |     | 0:1 | 1:4 | 0:1 | 0:2 | 1:1    | 1:3    | 1:3 | 0:1 | 3:1       |
| Correcaminos      | 1:0 | 2:0      | 2:1     | 1:0               | 1:1 |     | 2:2 | 3:0 | 0:1 | 2:1    | 1:0    | 1:0 | 0:0 | 0:0       |
| Dorados           | 2:1 | 1:0      | 1:1     | 3:1               | 2:2 | 3:1 |     | 0:1 | 1:1 | 2:1    | 0:1    | 3:1 | 3:0 | 4:3       |
| Irapuato          | 3:1 | 0:1      | 0:2     | 0:0               | 1:0 | 0:1 | 0:0 |     | 2:2 | 1:0    | 1:0    | 0:0 | 2:4 | 1:0       |
| Lobos de la BUAP  | 1:2 | 1:1      | 2:0     | 2:1               | 3:0 | 2:3 | 3:0 | 2:0 |     | 3:1    | 4:2    | 2:2 | 0:1 | 0:0       |
| Mérida FC         | 4:2 | 2:0      | 2:4     | 2:1               | 3:0 | 2:1 | 1:1 | 4:4 | 2:2 |        | 2:2    | 2:3 | 3:0 | 0:1       |
| Necaxa            | 2:1 | 1:2      | 0:0     | 0:1               | 4:3 | 2:1 | 2:1 | 3:0 | 1:0 | 0:0    |        | 0:0 | 1:1 | 2:0       |
| Tepic             | 0:3 | 1:0      | 2:1     | 1:2               | 3:1 | 2:1 | 1:2 | 2:1 | 0:0 | 3:2    | 2:1    |     | 0:1 | 1:0       |
| Zacatecas         | 2:2 | 2:0      | 2:0     | 2:1               | 2:0 | 3:4 | 1:0 | 0:0 | 1:1 | 0:0    | 2:0    | 2:0 |     | 1:2       |
| Zacatepec         | 0:1 | 2:1      | 1:1     | 0:3               | 1:0 | 1:1 | 2:0 | 3:0 | 1:2 | 0:1    | 1:2    | 1:1 | 2:0 |           |

## Das Aufstiegsfinale

### Hinspiel
| Dorados                                            | Dorados | Necaxa | Necaxa |
| -------------------------------------------------- | --- | --- | ------ |
| Dorados                                            | \| 16. Mai 2015 in Culiacán, Mexiko (Estadio Banorte) \| \| Ergebnis: 1:1 (1:0) \| \| Schiedsrichter: Fernando Hernández \| | \| 16. Mai 2015 in Culiacán, Mexiko (Estadio Banorte) \| \| Ergebnis: 1:1 (1:0) \| \| Schiedsrichter: Fernando Hernández \| | Necaxa |
| Dorados                                            | Alfredo Frausto – Jonathan Lacerda, Alejandro Molina, Uriel Álvarez, Segundo Castillo – Jesús Gómez (56. Guillermo Rojas), Carlos Pinto, Diego Mejía – Raúl Enríquez, Rodrigo Prieto, Vinicio Angulo (75. Christian López) Cheftrainer: Carlos Bustos | Alejandro Gallardo – Daniel Cervantes, Carlos Ramos, José Joaquín Martínez, Michel García (86. Abraham Riestra) – Luis Pérez, Jorge Sánchez, Luis Padilla – Roger Rojas (73. Jesús Isijara), Luis Gallegos, Luis Antonio Gorocito (78. Víctor Lojero) Cheftrainer: Miguel Fuentes | Necaxa |
| Dorados                                            | 1:0 Raúl Enríquez (40.) | 1:1 Roger Rojas (55.) | Necaxa |
| Dorados                                            | Castillo (30.) | Cervantes (38.), Gallegos (77.) | Necaxa |
| 16. Mai 2015 in Culiacán, Mexiko (Estadio Banorte) | | |        |
| Ergebnis: 1:1 (1:0)                                | | |        |
| Schiedsrichter: Fernando Hernández                 | | |        |

### Rückspiel
| Necaxa                                                    | Necaxa | Dorados | Dorados |
| --------------------------------------------------------- | --- | --- | ------- |
| Necaxa                                                    | \| 23. Mai 2015 in Aguascalientes, Mexiko (Estadio Victoria) \| \| Ergebnis: 0:2 (0:0) \| \| Schiedsrichter: Marco Ortíz Nava \| | \| 23. Mai 2015 in Aguascalientes, Mexiko (Estadio Victoria) \| \| Ergebnis: 0:2 (0:0) \| \| Schiedsrichter: Marco Ortíz Nava \| | Dorados |
| Necaxa                                                    | Alejandro Gallardo – Daniel Cervantes, Carlos Ramos (59. Luis Pérez), José Joaquín Martínez, Michel García – Jesús Isijara, Jorge Sánchez (79. Luis Antonio Gorocito), Luis Padilla – Víctor Lojero, Roger Rojas (53. Carlos Hurtado), Luis Gallegos Cheftrainer: Miguel Fuentes | Alfredo Frausto – Jonathan Lacerda, Joshua Abrego, Alejandro Molina, Uriel Álvarez – Segundo Castillo, Jesús Javier Gómez (70. Vinicio Angulo), Carlos Pinto – Diego Mejía, Raúl Enríquez, Rodrigo Prieto (88. David Stringel) Cheftrainer: Carlos Bustos | Dorados |
| Necaxa                                                    | 0:1 Raúl Enríquez (76.) 0:2 Raúl Enríquez (81.) | | Dorados |
| Necaxa                                                    | Cervantes (50.) | Mejía (12.), Castillo (20.), Abrego (73.), Molina (79.) | Dorados |
| 23. Mai 2015 in Aguascalientes, Mexiko (Estadio Victoria) | | |         |
| Ergebnis: 0:2 (0:0)                                       | | |         |
| Schiedsrichter: Marco Ortíz Nava                          | | |         |